# Journal of Cellular and Molecular Medicine
Journal of Cellular and Molecular Medicine is een internationaal, aan collegiale toetsing onderworpen wetenschappelijk tijdschrift op het gebied van de celbiologie. De naam wordt in literatuurverwijzingen meestal afgekort tot J. Cell. Mol. Med. Het wordt uitgegeven door Wiley-Blackwell namens de Medische en Farmacologische Universiteit Carol Davila in Boekarest. Het eerste nummer verscheen in 1997.